# Random-Route-Methode
Die Random-Route-Methode, auch Random-Route-Verfahren, ist eine Art der Stichprobenziehung, die zur Auswahl von Haushalten ohne vorherige Namens- und Adresslisten dient.

## Methode
Die Random-Route-Methode wird im ADM-Stichprobensystem verwendet. Hierbei wird in der zweiten Stufe ein Interviewer zu einer zufällig ausgewählten Startadresse geschickt, von der er nach der Begehungsanweisung, also vorgegebenen Regeln (bezüglich Laufrichtung, Straßenseite, Verhalten bei Sackgassen oder Kreisverkehren usw.) eine somit zufällige Stichprobe generiert.